# 수동성
수동성(passivity) 혹은 복종(deference), 굴복(submission)은 누간가의 우월성의 지지적 합법적 영향력에 굴복하는 상태를 말한다. 수동성은 존경이나 존중에서 우러나와 주위에서 인정하는 우월성에 대한 판단에 양보하거나 굴복하는 것이다. 수동성은 정치 과학자, 사회학자, 심리학자들에게 폭넓게 연구되어 왔다.

## 심리학
심리학자 사이에서는 한 관계에서의 수동성은 타고난 성격 유형으로 결정되는 것인지 아니면 개인의 경험과 조건(conditioning)의 결과인지를 놓고 논쟁이 현재진행 중이다. 대인관계에서 한 파트너는 어울리기 위하여 혹은 다른 파트너에게 수용될 수 있도록 복종적 역할을 수행할 수 있으며, 이는 관계에서의 양호한 측면이 될 수 있다. 반대로 가정폭력이나 파트너 학대와 같은 대인관계 문제의 지표일 수도 있다. 만약 한쪽이나 양쪽이 만성적이고 우세한 정서적 고통을 경험하고 있다면, 성적 파트너는 심리 평가를 요구할 수 있드.
대인관계에서 일부는 성행위나 개인적 문제에서 복종적 역할을 자처하길 선호한다. 유형과 복종 수준은 사람마다 배경마다 다양하다. 또한 이런 상황에서 통제하길 좋아하는 다른 파트너에 의존한다. 일부는 관습적 성생활에서 임시적 복종 행동을 포함하거나 복종적 일상을 취할 수 있다.